# يحيا الفن (فلم)
يحيا الفن فيلم مصري تم إنتاجه عام 1948، من تأليف وإخراج حسن حلمي وبطولة تحية كاريوكا ومحمد أمين.

## قصة الفيلم
يعمل المطرب توحيد مع زوجته الراقصة تحية في إحدى الصالات الليلية، يحاول مدحت بك أحد رواد الصالة أن يستميل الراقصة ويغريها بالمال إلا أن توحيد يلاحظ هذا فيعترض سبيل الثرى ويبعده عن زوجته ويهدده بالقتل إذا اقترب من زوجته ثانية، يحدث أن يسقط هذا الرجل قتيلاً ذات ليلة فيتهم المطرب بقتله ويرجو من زوجته أن تقف إلى جواره، إلا أن الزوجة تتهمه أيضًا بقتل الرجل وتذكره بغيرته العمياء عليها من زبائن الصالة فيفقد الزوج الثقة في كل شئ ويشعر أنه سيسجن في جريمة لم يرتكبها. فيحاول الانتحار إلا أنه يجد في السجن من ينقذه، ثم بعد التحقيقات والتحريات يتوصل البوليس إلى المجرم الحقيقى ويتم القبض عليه ليعترف بجريمته وتبرأ ساحة المطرب الذي يعاتب زوجته تحية فتسترضيه فيرضى عنها ليعودا للغناء والرقص سويًا في الصالة ويحيا الفن من جديد.

## فريق العمل
إخراج وتأليف: حسن حلمي
إنتاج: أفلام محمد أمين
طاقم العمل:
- تحية كاريوكا
- محمد أمين
- إسماعيل يس
- محمود شكوكو
- عبد السلام النابلسي
- عايدة كامل
- عبد المنعم إسماعيل

## روابط خارجية
- مقالات تستعمل روابط فنية بلا صلة مع ويكي بيانات